# Raúl
Raúl, właśc. Raúl González Blanco (wym. /raˈul gonˈθaleθ ˈblaŋko/; ur. 27 czerwca 1977 w Madrycie) – hiszpański piłkarz, który grał na pozycji napastnika.
Wielokrotny reprezentant Hiszpanii (w latach 2003–2006 kapitan). W wieku 15 lat został piłkarzem Realu Madryt i od tego czasu, aż do sezonu 2009/2010, związany był tylko z tym klubem. Uważany jest za jednego z najlepszych piłkarzy w historii Realu Madryt i hiszpańskiej piłki nożnej. W latach 2010–2012 zawodnik Schalke 04 Gelsenkirchen. Od 2012 do 2014 zawodnik katarskiego klubu Al Sadd, a w latach 2014–2015 New York Cosmos. W profesjonalnej karierze rozegrał 983 spotkania i zdobył 422 bramki. Na ten bilans składa się 877 spotkań i 376 bramek w piłce klubowej, 102 spotkania i 44 bramki w reprezentacji oraz 4 spotkania i 2 bramki w reprezentacji U-23, z którą brał udział na Igrzyskach Olimpijskich w 1996 roku w Atlancie.

## Życiorys
Raúl urodził się w San Cristobal de Los Ángeles, na przedmieściach Madrytu. Pierwsze piłkarskie kroki stawiał jako zawodnik lokalnej drużyny San Cristobal de Los Angeles Madryt. Okazał się utalentowany, więc w wieku 13 lat został zapisany przez ojca do szkółki piłkarskiej Atlético Madryt. Spędził tam dwa lata, zostając m.in. Mistrzem Hiszpanii U-15. W 1992 roku, ówczesny prezydent Atlético, Jesus Gil postanowił rozwiązać drużyny młodzieżowe, by zaoszczędzić w ten sposób klubowe pieniądze.
Pozostawiony bez drużyny, dla której mógłby grać, Raúl wstąpił w szeregi drugiego wielkiego klubu ze stolicy, Realu. Sukcesy przyszły szybko – sezon 1994/1995 rozpoczął jako zawodnik Real Madryt C. W 7 pierwszych meczach trzeciej drużyny strzelił 13 bramek, co zaowocowało włączeniem utalentowanego nastolatka do składu pierwszej drużyny przez trenera Jorge Valdano. W wieku 17 lat i 4 miesięcy Raúl stał się najmłodszym piłkarzem, który kiedykolwiek założył koszulkę Realu. Grał w ataku obok Emilio Butragueño, jego osobistego idola i wkrótce stał się sensacją, którą żyła cała piłkarska Hiszpania. W swoim pierwszym sezonie strzelił 9 bramek w 28 meczach, a Real został Mistrzem Hiszpanii. W październiku 1996 roku zadebiutował w reprezentacji w meczu przeciwko Czechom.

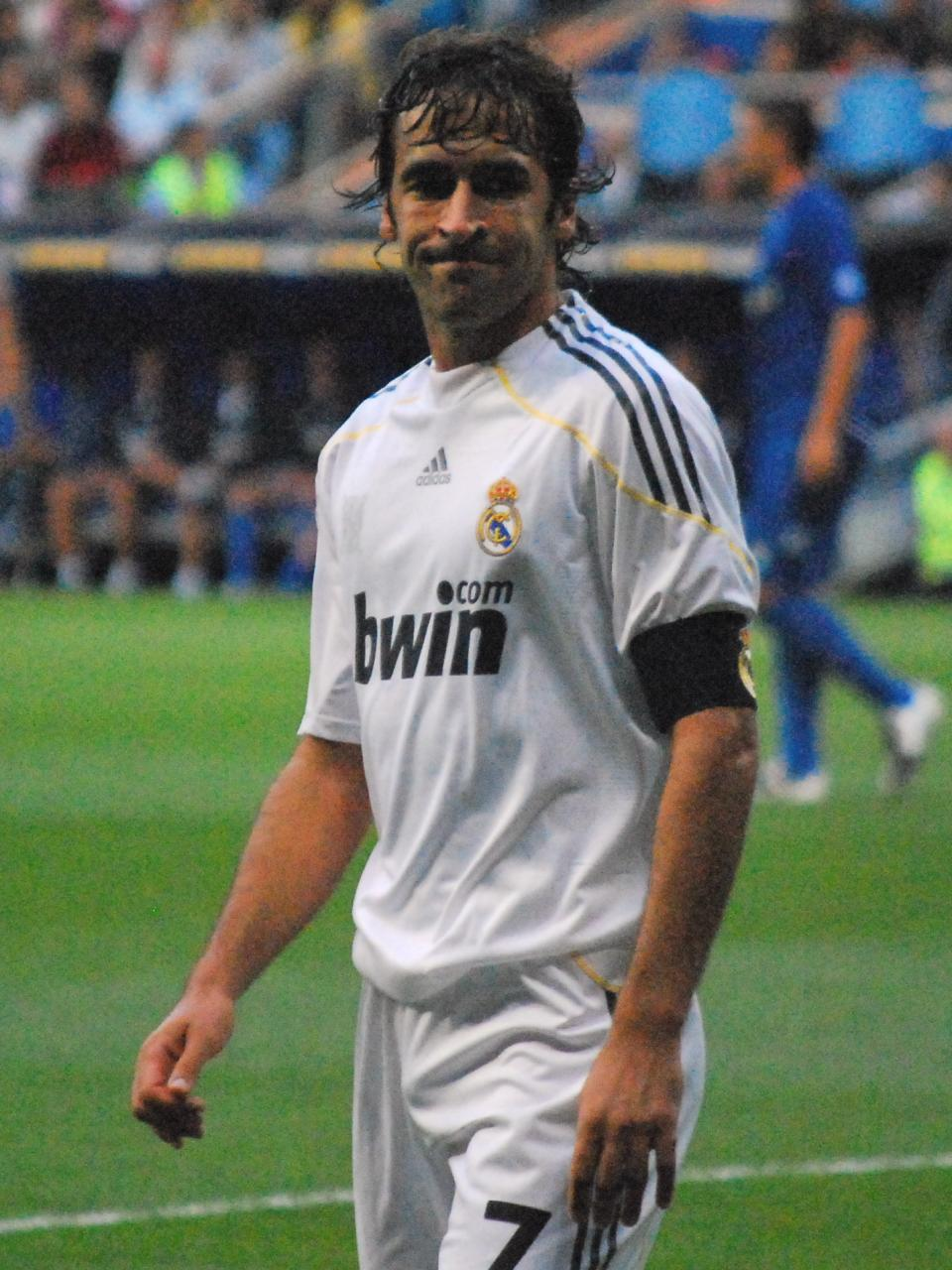
Raúl w barwach Realu Madryt.

Raúl od sezonu 1994/1995, przez 15 lat, aż do sezonu 2009/2010 grał w pierwszym składzie Realu Madryt, stanowiąc o jego sile ofensywnej i walnie przyczynił się do zdobycia przez Real Madryt ostatnich dziewięciu tytułów – sześciu Mistrzostw Hiszpanii (1995, 1997, 2001, 2003, 2007, 2008) oraz trzech Pucharów Ligi Mistrzów, strzelając m.in. bardzo ważne gole w finałach Ligi Mistrzów, w 2000 roku Valencii oraz w 2002 Bayerowi 04 Leverkusen. Po zakończeniu kariery przez Fernando Hierro został kapitanem reprezentacji oraz Realu. Lata 2004–2006 były dla Raúla ciężkie. Musiał uznać wyższość Barcelony, która zdobyła mistrzostwo, a także uznać wyższość innych napastników. Ten okres był niejako kryzysem Raúla, który nie mógł przez długi czas pokonać bramkarzy przeciwników. Od 2007 roku, Raúl przeżywał „drugą młodość”. Raúl w Primera División rozegrał 542 spotkania, w których strzelił 228 bramek. Z takim dorobkiem stał się trzecim najskuteczniejszym strzelcem w historii La Liga, za Hugo Sánchezem (234 bramki) i Telmo Zarrą (251). W Lidze Mistrzów zagrał w 135 spotkaniach i strzelił w nich 66 bramek, był najlepszym strzelcem w historii tych rozgrywek w latach 2009–2015, a także rekordzistą pod względem występów w latach 2008–2017.
Dla Realu Madryt we wszystkich oficjalnych rozgrywkach Raúl González zdobył 323 bramki, bijąc rekord Alfredo di Stefano (307). Był to klubowy rekord w latach 2009–2016. Od 2009 roku Raúl jest rekordzistą Realu w liczbie występów (741).

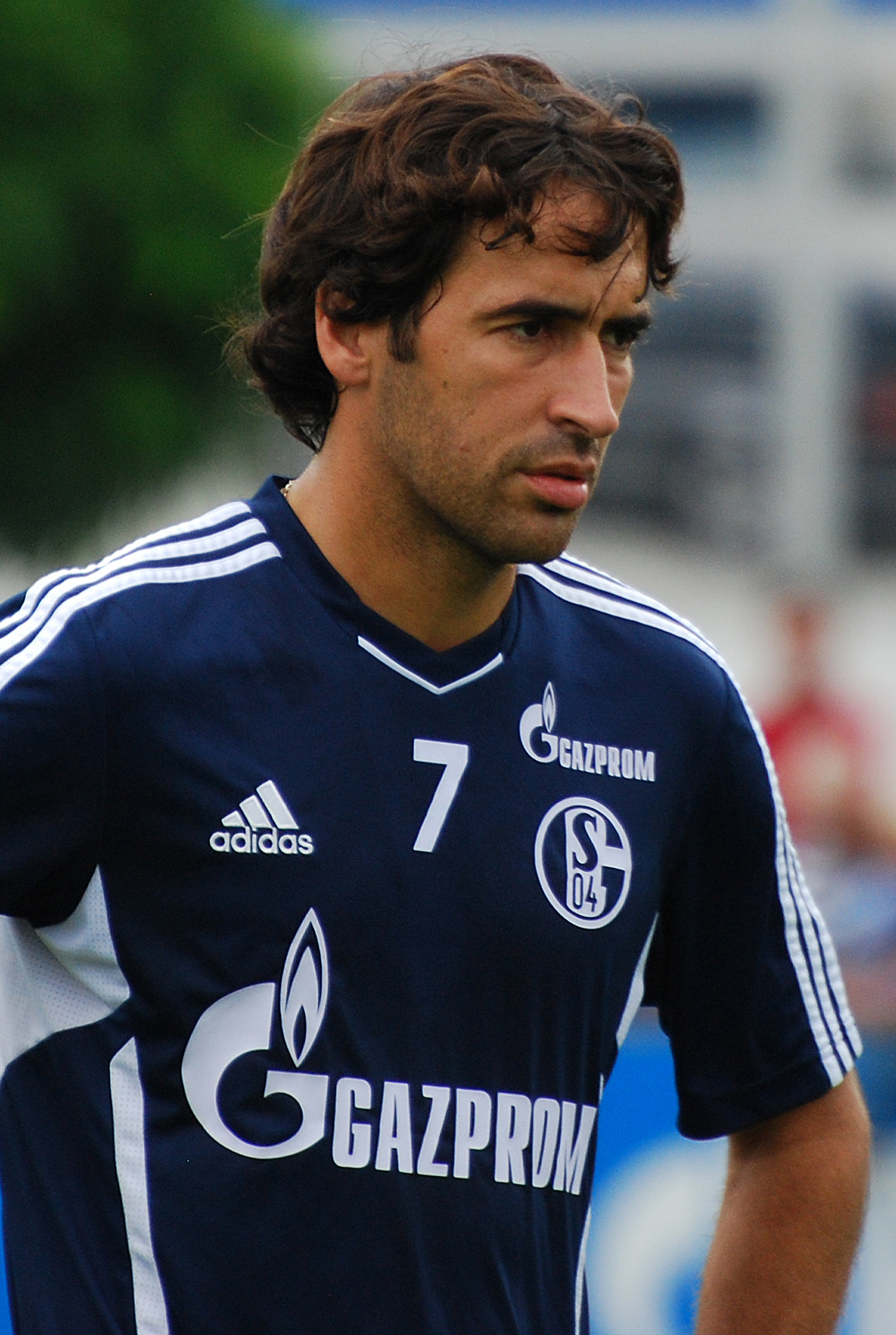
Raúl w barwach Schalke 04 Gelsenkirchen.

26 lipca 2010 odszedł z Realu Madryt, a 28 lipca podpisał dwuletni kontrakt z niemieckim FC Schalke 04. Swój debiut rozegrał w meczu o superpuchar Niemiec, przeciwko Bayernowi Monachium. Po sezonie 2011/12 odszedł z Schalke do katarskiego klubu Al Sadd, z którym 13 kwietnia 2013 roku świętował mistrzostwo kraju.
22 sierpnia 2013 roku ponownie zagrał 45 minut meczu i zdobył bramkę w barwach Realu Madryt w towarzyskim spotkaniu o Trofeo Santiago Bernabéu z jego ówczesnym klubem Al Sadd. To spotkanie było jego pożegnaniem z Realem Madryt.
Ostatnim klubem w karierze Raúla był New York Cosmos, z którym podpisał kontrakt w grudniu 2014 roku i dla którego grał przez jeden sezon. W październiku 2015 roku Raúl ogłosił, że po rozegraniu ostatnich dwóch meczów w barwach Cosmosu zakończy karierę jako piłkarz.

### Jako trener
W czerwcu 2018 ogłoszono, że Raúl zostanie trenerem sekcji młodzieżowej Realu Madryt dla zawodników do lat 15 (Cadete B). W sezonie 2019/2020 rozpoczął pracę na stanowisku trenera Realu Madryt Castilli. W październiku 2024 roku ogłoszono, że po zakończeniu aktualnego sezonu odejdzie z Castilli, ale pozostanie w klubie w innej roli.

## Życie prywatne
Żoną Raúla od 1999 roku jest modelka Mamen Sanz (ur. 23 czerwca 1976), z którą ma czterech synów: Jorgego (ur. 25 lutego 2000), którego imię pochodzi od Jorge Valdano, Hugona (ur. 20 listopada 2002), od Hugona Sáncheza, bliźniaków Héctora i Mattea (ur. 17 listopada 2005), od Héctora Riala i Lothara Matthäusa, oraz córkę Maríę (ur. 4 grudnia 2009).

## Statystyki

### Zawodnik
| Klub            | Sezon     | La Liga                      | La Liga                      | Copa del Rey | Copa del Rey | Liga Mistrzów | Liga Mistrzów | Inne1 | Inne1 | Suma  | Suma |
| Klub            | Sezon     | Mecze                        | Gole                         | Mecze        | Gole         | Mecze         | Gole          | Mecze | Gole  | Mecze | Gole |
| --------------- | --------- | ---------------------------- | ---------------------------- | ------------ | ------------ | ------------- | ------------- | ----- | ----- | ----- | ---- |
| Real Madryt     | 1994/1995 | 28                           | 9                            | 2            | 1            | 0             | 0             | –     | –     | 30    | 10   |
| Real Madryt     | 1995/1996 | 40                           | 19                           | 2            | 1            | 8             | 6             | 2     | 0     | 52    | 26   |
| Real Madryt     | 1996/1997 | 42                           | 21                           | 5            | 1            | –             | –             | –     | –     | 47    | 22   |
| Real Madryt     | 1997/1998 | 35                           | 10                           | 1            | 0            | 11            | 2             | 2     | 3     | 49    | 15   |
| Real Madryt     | 1998/1999 | 37                           | 25                           | 2            | 0            | 8             | 3             | 2     | 1     | 49    | 29   |
| Real Madryt     | 1999/2000 | 34                           | 17                           | 4            | 0            | 15            | 10            | 4     | 2     | 57    | 29   |
| Real Madryt     | 2000/2001 | 36                           | 24                           | 0            | 0            | 12            | 7             | 2     | 1     | 50    | 32   |
| Real Madryt     | 2001/2002 | 35                           | 14                           | 6            | 6            | 12            | 6             | 2     | 3     | 55    | 29   |
| Real Madryt     | 2002/2003 | 31                           | 16                           | 2            | 0            | 12            | 9             | 2     | 0     | 47    | 25   |
| Real Madryt     | 2003/2004 | 35                           | 11                           | 7            | 6            | 9             | 2             | 2     | 1     | 53    | 20   |
| Real Madryt     | 2004/2005 | 32                           | 9                            | 1            | 0            | 10            | 4             | –     | –     | 43    | 13   |
| Real Madryt     | 2005/2006 | 26                           | 5                            | 0            | 0            | 6             | 2             | –     | –     | 32    | 7    |
| Real Madryt     | 2006/2007 | 35                           | 7                            | 1            | 0            | 7             | 5             | –     | –     | 43    | 12   |
| Real Madryt     | 2007/2008 | 37                           | 18                           | 1            | 0            | 8             | 5             | 2     | 0     | 48    | 23   |
| Real Madryt     | 2008/2009 | 37                           | 18                           | 1            | 3            | 7             | 3             | 2     | 0     | 47    | 24   |
| Real Madryt     | 2009/2010 | 30                           | 5                            | 2            | 0            | 7             | 2             | –     | –     | 39    | 7    |
| Real Madryt     | Suma      | 550                          | 228                          | 37           | 18           | 132           | 66            | 22    | 11    | 741   | 323  |
| Klub            | Sezon     | Bundesliga                   | Bundesliga                   | DFB-Pokal    | DFB-Pokal    | LM/LE         | LM/LE         | Inne1 | Inne1 | Suma  | Suma |
| FC Schalke 04   | 2010/2011 | 34                           | 13                           | 4            | 1            | 12            | 5             | 1     | 0     | 51    | 19   |
| FC Schalke 04   | 2011/2012 | 32                           | 15                           | 3            | 2            | 11            | 4             | 1     | 0     | 47    | 21   |
| FC Schalke 04   | Suma      | 66                           | 28                           | 7            | 3            | 23            | 9             | 2     | 0     | 98    | 40   |
| Klub            | Sezon     | Q-League                     | Q-League                     | Puchary      | Puchary      | Kont.         | Kont.         | Inne  | Inne  | Suma  | Suma |
| Al Sadd         | 2012/2013 | 22                           | 9                            | 12           | 3            | 0             | 0             | 0     | 0     | 34    | 12   |
| Al Sadd         | 2013/2014 | 17                           | 2                            | 5            | 2            | 5             | 0             | 0     | 0     | 27    | 4    |
| Al Sadd         | Suma      | 39                           | 11                           | 17           | 5            | 5             | 0             | 0     | 0     | 61    | 16   |
| Klub            | Sezon     | North American Soccer League | North American Soccer League | Puchary      | Puchary      | [-]           | [-]           | Inne  | Inne  | Suma  | Suma |
| New York Cosmos | 2015      | 26                           | 7                            | 0            | 0            | 0             | 0             | 0     | 0     | 26    | 7    |
| New York Cosmos | Suma      | 26                           | 7                            | 0            | 0            | 0             | 0             | 0     | 0     | 26    | 7    |
| Łącznie         | Łącznie   | 681                          | 274                          | 61           | 26           | 160           | 75            | 24    | 11    | 926   | 386  |

1 Superpuchar Hiszpanii, Superpuchar Europy, Puchar Interkontynentalny, Klubowe Mistrzostwa Świata, Superpuchar Niemiec
- Primera División: 550 spotkań, 228 bramek
- Puchar Króla: 37 spotkań, 17 bramek
- Superpuchar Hiszpanii: 12 spotkań, 7 bramek
- Bundesliga: 66 spotkań, 28 bramek
- Puchar Niemiec: 7 spotkań, 3 bramki
- Superpuchar Niemiec: 2 spotkania, 0 bramek
- Liga Mistrzów: 147 spotkań, 71 bramek
- Liga Europy: 11 spotkań, 4 bramki
- Superpuchar Europy: 3 spotkania, 1 bramka
- Puchar Interkontynentalny: 4 spotkania, 1 bramka

### Gole w reprezentacji
| Lp. | Data       | Miasto            | Przeciwnik           | Gol | Wynik | Turniej           |
| --- | ---------- | ----------------- | -------------------- | --- | ----- | ----------------- |
| 1.  | 15.12.1996 | Walencja          | Jugosławia           | 2-0 | 2-0   | El. Mundialu 1998 |
| 2.  | 25.03.1998 | Vigo              | Szwecja              | 3-0 | 4-0   | Towarzyski        |
| 3.  | 13.06.1998 | Nantes            | Nigeria              | 2-1 | 2-3   | Mundial 1998      |
| 4.  | 05.09.1998 | Limassol          | Cypr                 | 2-1 | 3-2   | El. Euro 2000     |
| 5.  | 18.11.1998 | Salerno           | Włochy               | 2-2 | 2-2   | Towarzyski        |
| 6.  | 27.03.1999 | Walencja          | Austria              | 1-0 | 9-0   | El. Euro 2000     |
| 7.  | 27.03.1999 | Walencja          | Austria              | 2-0 | 9-0   | El. Euro 2000     |
| 8.  | 27.03.1999 | Walencja          | Austria              | 5-0 | 9-0   | El. Euro 2000     |
| 9.  | 27.03.1999 | Walencja          | Austria              | 8-0 | 9-0   | El. Euro 2000     |
| 10. | 31.03.1999 | Serravalle        | San Marino           | 0-2 | 0-6   | El. Euro 2000     |
| 11. | 31.03.1999 | Serravalle        | San Marino           | 0-4 | 0-6   | El. Euro 2000     |
| 12. | 31.03.1999 | Serravalle        | San Marino           | 0-5 | 0-6   | El. Euro 2000     |
| 13. | 05.06.1999 | Villarreal        | San Marino           | 5-0 | 9-0   | El. Euro 2000     |
| 14. | 04.09.1999 | Wiedeń            | Austria              | 0-1 | 1-3   | El. Euro 2000     |
| 15. | 10.10.1999 | Albacete          | Izrael               | 3-0 | 3-0   | El. Euro 2000     |
| 16. | 26.01.2000 | Kartagena         | Polska               | 1-0 | 3-0   | Towarzyski        |
| 17. | 18.06.2000 | Amsterdam         | Słowenia             | 1-0 | 2-1   | Euro 2000         |
| 18. | 16.08.2000 | Niemcy            | Niemcy               | 4-1 | 4-1   | Towarzyski        |
| 19. | 24.03.2001 | Alicante          | Liechtenstein        | 4-1 | 5-0   | El. Mundialu 2002 |
| 20. | 02.06.2001 | Oviedo            | Bośnia i Hercegowina | 3-1 | 4-1   | El. Mundialu 2002 |
| 21. | 06.06.2001 | Tel Awiw          | Izrael               | 1-1 | 1-1   | El. Mundialu 2002 |
| 22. | 05.09.2001 | Vaduz             | Liechtenstein        | 0-1 | 0-2   | El. Mundialu 2002 |
| 23. | 14.11.2001 | Huelva            | Meksyk               | 1-0 | 1-0   | Towarzyski        |
| 24. | 17.04.2002 | Belfast           | Irlandia Północna    | 0-1 | 0-5   | Towarzyski        |
| 25. | 17.04.2002 | Belfast           | Irlandia Północna    | 0-3 | 0-5   | Towarzyski        |
| 26. | 02.06.2002 | Gwangju           | Słowenia             | 1-0 | 3-1   | Mundial 2002      |
| 27. | 12.06.2002 | Daejeon           | Południowa Afryka    | 1-0 | 3-2   | Mundial 2002      |
| 28. | 12.06.2002 | Daejeon           | Południowa Afryka    | 3-2 | 3-2   | Mundial 2002      |
| 29. | 07.09.2002 | Ateny             | Grecja               | 0-1 | 0-2   | El. Euro 2004     |
| 30. | 12.02.2003 | Palma de Mallorca | Niemcy               | 1-0 | 3-1   | Towarzyski        |
| 31. | 12.02.2003 | Palma de Mallorca | Niemcy               | 2-1 | 3-1   | Towarzyski        |
| 32. | 29.03.2003 | Kijów             | Ukraina              | 1-1 | 2-2   | El. Euro 2004     |
| 33. | 10.09.2003 | Elche             | Ukraina              | 1-0 | 2-1   | El. Euro 2004     |
| 34. | 10.09.2003 | Elche             | Ukraina              | 2-0 | 2-1   | El. Euro 2004     |
| 35. | 11.10.2003 | Erywań            | Armenia              | 0-2 | 0-4   | El. Euro 2004     |
| 36. | 15.11.2003 | Walencja          | Norwegia             | 1-1 | 2-1   | El. Euro 2004     |
| 37. | 19.11.2003 | Oslo              | Norwegia             | 0-1 | 0-3   | El. Euro 2004     |
| 38. | 31.03.2004 | Gijón             | Dania                | 2-0 | 2-0   | Towarzyski        |
| 39. | 03.09.2004 | Walencja          | Szkocja              | 1-1 | 1-1   | Towarzyski        |
| 40. | 09.10.2004 | Santander         | Belgia               | 2-0 | 2-0   | El. Mundialu 2006 |
| 41. | 09.02.2005 | Almería           | San Marino           | 3-0 | 5-0   | El. Mundialu 2006 |
| 42. | 07.09.2005 | Madryt            | Serbia i Czarnogóra  | 1-0 | 1-1   | El. Mundialu 2006 |
| 43. | 03.06.2006 | Elche             | Egipt                | 1-0 | 2-0   | Towarzyski        |
| 44. | 19.06.2006 | Stuttgart         | Tunezja              | 1-1 | 3-1   | Mundial 2006      |

### Trener
Aktualne na 25 maja 2024.
| Zespół               | Od              | Do               | Statystyka | Statystyka | Statystyka | Statystyka | Statystyka |
| Zespół               | Od              | Do               | M          | W          | R          | P          | % W        |
| -------------------- | --------------- | ---------------- | ---------- | ---------- | ---------- | ---------- | ---------- |
| Real Madryt Castilla | 20 czerwca 2019 | Obecnie          | 171        | 70         | 52         | 49         | 40,94      |
| Real Madryt U19      | 1 lipca 2020    | 31 sierpnia 2020 | 4          | 4          | 0          | 0          | 100,00     |
| Łącznie              | Łącznie         | Łącznie          | 175        | 74         | 52         | 49         | 42,29      |

## Sukcesy

### Zawodnik
Real Madryt
- Mistrzostwo Hiszpanii: 1994/95, 1996/97, 2000/01, 2002/03, 2006/07, 2007/08
- Superpuchar Hiszpanii: 1997, 2001, 2003, 2008
- Liga Mistrzów UEFA: 1997/98, 1999/2000, 2001/02
- Superpuchar Europy UEFA: 2002
- Puchar Interkontynentalny: 1998, 2002

Schalke
- Puchar Niemiec: 2010/11
- Superpuchar Niemiec: 2011

Al Sadd
- Mistrzostwo Kataru: 2012/13
- Puchar Emira Kataru: 2014

Reprezentacja
- 1/4 finału Mistrzostw Świata 2002
- 1/8 finału Mistrzostw Świata 2006
- ćwierćfinał Mistrzostw Europy 2000
- Wicemistrzostwo Europy U-21 1996

Indywidualnie
- Trofeo Pichichi: 1999, 2001
- 5. miejsce pod względem liczby bramek w Lidze Mistrzów (71)
- Trzeci najlepszy strzelec w Realu Madryt (323)
- Rekordzista pod względem liczby występów w Realu Madryt (741)
- Drugi piłkarz świata 2001 roku według France Football
- Trzeci piłkarz świata 2001 roku według FIFA
- Zdobywca brązowego buta w 1999 i 2001 roku
- Król strzelców Ligi Mistrzów: 1999/2000, 2000/2001
- Najlepszy napastnik Ligi Mistrzów: 1999/2000, 2000/2001, 2001/2002
- Zdobywca Premio Don Balón, dla Najlepszego Hiszpańskiego piłkarza Primera División: 1996/97, 1998/99, 1999/00, 2000/01, 2001/02
- Zdobywca Trofeum Alfredo Di Stéfano: 2008
- Wybrany do Najlepszej drużyny dekady, przez brytyjski dziennik „Daily Mirror”: 2009

### Trener
Real Madryt U19
- Liga Młodzieżowa UEFA: 2019/20

## Odznaczenia
Krzyż Wielki Orderu Zasług Sportowych (Hiszpania)